# Andrzej Zapałowski
Andrzej Tomasz Zapałowski (ur. 6 listopada 1966 w Wałbrzychu) – polski polityk i historyk, doktor habilitowany nauk społecznych, nauczyciel akademicki, poseł na Sejm III i X kadencji, deputowany do Parlamentu Europejskiego VI kadencji.

## Życiorys
Ukończył studia historyczne w Wyższej Szkole Pedagogicznej w Krakowie w 1990 oraz prawnicze w filii Uniwersytetu Marii Curie-Skłodowskiej w Rzeszowie w 1998. W 2003 obronił na Akademii Obrony Narodowej doktorat z zakresu nauk o wojskowości. W 2016 wydano jego publikację zatytułowaną Granica w ogniu. 35. „Przemyska” Komenda Odcinka WOP w działaniach przeciw OUN i UPA w latach 1945–1948. W 2017 został doktorem habilitowanym nauk społecznych na Akademii Sztuki Wojennej. Pracował jako nauczyciel historii w Przemyślu.
W latach 1980–1986 działał w nieformalnym opozycyjnym ruchu wewnątrz Związku Harcerstwa Polskiego, następnie należał do Związku Harcerstwa Rzeczypospolitej. W latach 1986–1990 kierował Niezależnym Zrzeszeniem Studentów na krakowskiej WSP, później związany z Konfederacją Polski Niepodległej. Z jej ramienia w 1991 i 1993 ubiegał się o mandat poselski. Do Sejmu został wybrany w wyborach w 1997 z listy Akcji Wyborczej Solidarność (z rekomendacji KPN-OP), opuścił AWS w 1998 w proteście przeciwko usunięciu z klubu parlamentarnego Adama Słomki. W 2001 bez powodzenia ubiegał się o reelekcję jako bezpartyjny z listy Polskiego Stronnictwa Ludowego.
W 2002 przystąpił do Ligi Polskich Rodzin i zasiadł we władzach krajowych tej partii. W wyborach samorządowych w tym samym roku bez powodzenia kandydował z jej ramienia na prezydenta Przemyśla (otrzymał 12,05% głosów). W 2004 kandydował z listy LPR do Parlamentu Europejskiego w okręgu podkarpackim. Po śmierci deputowanego Filipa Adwenta w czerwcu 2005 zajął jego miejsce w Parlamencie Europejskim. Wkrótce opuścił LPR, przechodząc do frakcji Unii na rzecz Europy Narodów. W 2006 został prezesem Podkarpackiej Ligi Samorządowej. W 2008 był jednym z założycieli partii Naprzód Polsko, objął funkcję skarbnika w zarządzie tej partii, z której wystąpił w styczniu 2010. W 2009 nie ubiegał się o reelekcję w wyborach europejskich, popierając listę Prawicy Rzeczypospolitej. W wyborach prezydenckich w 2010 poparł kandydaturę Marka Jurka i wszedł w skład jego społecznego komitetu poparcia. W wyborach samorządowych w 2010 bez powodzenia kandydował z ramienia Wspólnoty Samorządowej Doliny Sanu na urząd prezydenta Przemyśla (otrzymał 8,82% głosów) oraz do rady miasta. W wyborach samorządowych w 2014 z ramienia komitetu Patriotyczny Polski Przemyśl ponownie bezskutecznie startował do rady miejskiej. W 2015 przystąpił do nowo powstałej partii Jedność Narodu (zasiadał w jej radzie krajowej). Jako jej działacz w tym samym roku został zarejestrowany jako lider listy KWW Grzegorza Brauna „Szczęść Boże!” do Sejmu w wyborach parlamentarnych, jednak lista ta została przed wyborami wyrejestrowana. W 2017 JN została wykreślona z ewidencji partii.
Został prezesem rzeszowskiego oddziału Polskiego Towarzystwa Geopolitycznego, a także wykładowcą Uniwersytetu Rzeszowskiego i Wyższej Szkoły Prawa i Administracji w Przemyślu.
W wyborach w 2018 Andrzej Zapałowski uzyskał mandat radnego Przemyśla z listy ugrupowania Kukiz’15. Do czerwca 2020 był wiceprzewodniczącym rady miasta. W wyborach do Parlamentu Europejskiego w 2019 z rekomendacji Federacji dla Rzeczypospolitej znalazł się na liście kandydatów Konfederacji, która nie osiągnęła progu wyborczego.
Następnie związany był z Konfederacją Korony Polskiej (do 2025). W wyborach parlamentarnych w tym samym roku był liderem listy Konfederacji do Sejmu w okręgu krośnieńskim; zdobył 12 579 głosów i nie uzyskał mandatu. W 2023 ponownie wystartował na posła z pierwszego miejsca listy tej formacji w tym samym okręgu. Uzyskał mandat posła X kadencji, otrzymując 14 475 głosów.

## Życie prywatne
Był żonaty z Ewą (zm. 2006), z którą ma troje dzieci.

## Odznaczenia i wyróżnienia
W 2009, za wybitne zasługi w działalności na rzecz przemian demokratycznych w Polsce, za osiągnięcia w podejmowanej z pożytkiem dla kraju pracy zawodowej i społecznej, został odznaczony przez prezydenta Lecha Kaczyńskiego Krzyżem Kawalerskim Orderu Odrodzenia Polski. W 2017, za zasługi w działalności na rzecz niepodległości i suwerenności Polski oraz respektowania praw człowieka w Polskiej Rzeczypospolitej Ludowej, prezydent Andrzej Duda nadał mu Krzyż Wolności i Solidarności.
W 2019 został wyróżniony medalem za zasługi dla Kresów przyznanym przez Stowarzyszenie Kresowian Kędzierzyn-Koźle, a także Medalem „Pro Patria” nadanym przez szefa Urzędu do Spraw Kombatantów i Osób Represjonowanych Jana Józefa Kasprzyka.
Otrzymał również Medal Komisji Edukacji Narodowej, Medal XXX-lecia Związku Żołnierzy Wojska Polskiego, Krzyż Pamięci Banderowskiego Ludobójstwa, Złoty Medal „Zasłużony dla Obrony Terytorialnej” oraz Odznakę „Za Zasługi dla Związku Kombatantów RP i Byłych Więźniów Politycznych”.

## Wyniki w wyborach ogólnopolskich
| Wybory | Komitet wyborczy | Komitet wyborczy                          | Organ                            | Okręg             | Wynik          |
| ------ | ---------------- | ----------------------------------------- | -------------------------------- | ----------------- | -------------- |
| 1991   |                  | Konfederacja Polski Niepodległej          | Sejm I kadencji                  | nr 30             | 1045 (0,38%)   |
| 1993   | Sejm II kadencji | Konfederacja Polski Niepodległej          | nr 36                            | 4478 (3,05%)      |                |
| 1997   |                  | Akcja Wyborcza Solidarność                | nr 36                            | Sejm III kadencji | 6076 (4,07%)   |
| 2001   |                  | Polskie Stronnictwo Ludowe                | Sejm IV kadencji                 | nr 22             | 1653 (0,55%)   |
| 2004   |                  | Liga Polskich Rodzin                      | Parlament Europejski VI kadencji | nr 9              | 25 010 (7,38%) |
| 2019   |                  | Konfederacja KORWiN Braun Liroy Narodowcy | Parlament Europejski IX kadencji | nr 9              | 1846 (0,25%)   |
| 2019   |                  | Konfederacja Wolność i Niepodległość      | Sejm IX kadencji                 | nr 22             | 12 579 (3,32%) |
| 2023   | Sejm X kadencji  | Konfederacja Wolność i Niepodległość      | 14 475 (3,27%)                   | nr 22             |                |